# Midnight Hawks
I Midnight Hawks sono la pattuglia acrobatica della Suomen ilmavoimat, l'aviazione militare finlandese.
Nate nel 1997 e dotate di aerei BAE Hawk, sono tra le più giovani pattuglie europee in attività.

## Storia

### Le origini
La storia dei Midnight Hawks risale al periodo antecedente la seconda guerra mondiale, quando l'accademia aeronautica finlandese usava i Gloster Gamecock per occasionali voli acrobatici.
Dopo un lungo periodo di disinteressamento alle acrobazie, nei primi anni sessanta l'accademia aeronautica ricevette alcuni Fouga CM-170 Magister. Entusiasti dei nuovi velivoli, alcuni istruttori attuarono la loro idea di far nascere una pattuglia acrobatica composta da quattro velivoli (tre in formazione e un solista) per mostrare al pubblico finlandese la loro abilità.

Anche se inizialmente limitata al territorio nazionale, i voli della pattuglia, che ancora non aveva il nome attuale ma usava soprannomi legati al capopattuglia, riscossero un ampio successo, soprattutto in occasione del Midnight Summer Air Show, un evento organizzato ogni anno in coincidenza della visione del sole di mezzanotte, che si verifica normalmente il terzo sabato di giugno, e che oggi raccoglie circa 20.000 spettatori.

### La nascita delle Midnight Hawks

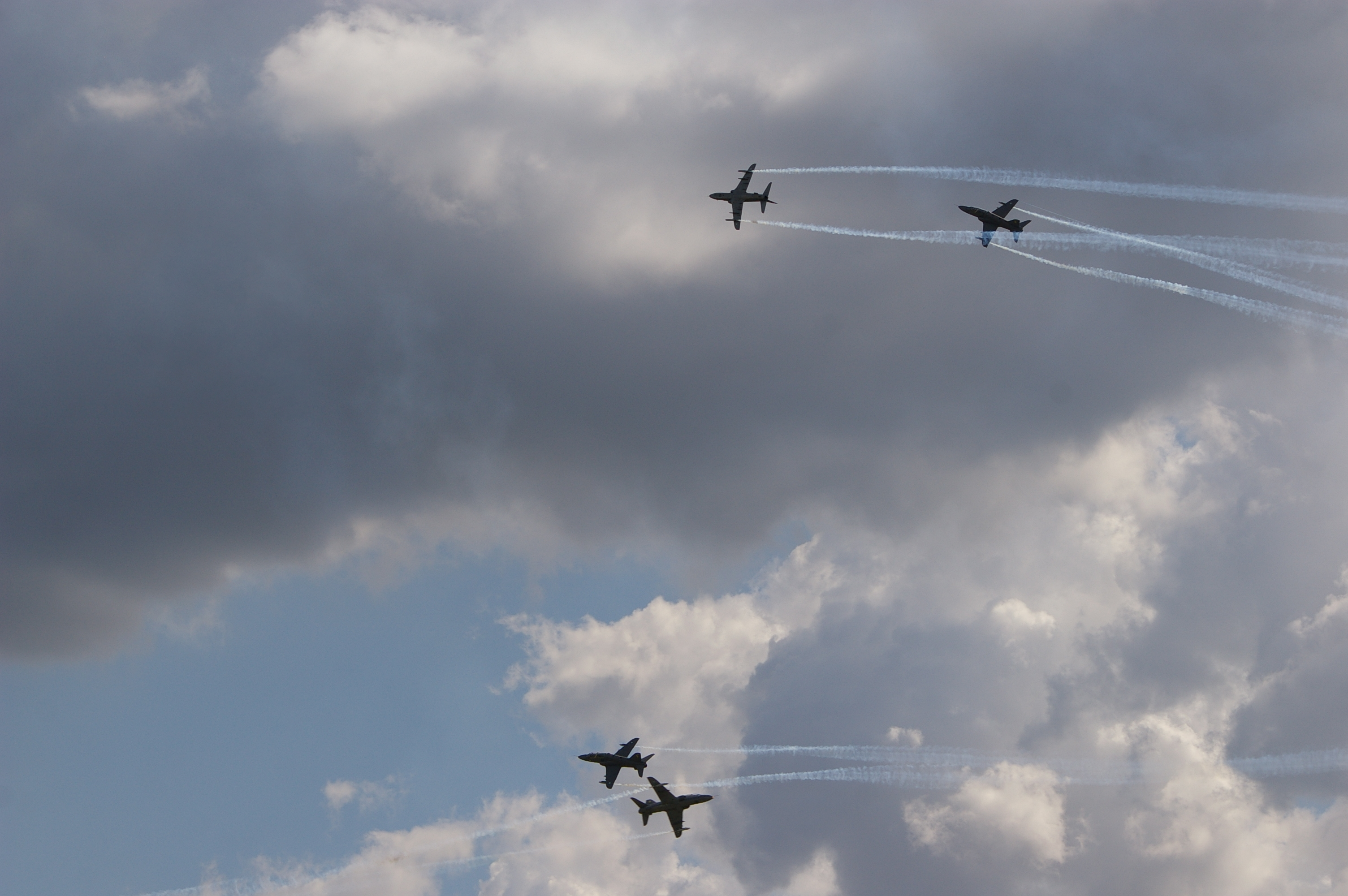
I Midnight Hawks in volo

Con l'arrivo degli anni ottanta fece la sua comparsa, dopo il Saab 91 Safir, l'aereo che tuttora è in organico alla pattuglia finlandese, il BAE Hawk Mk. 51. Con questo nuovo mezzo i piloti riscossero sempre più notorietà finché non si decise, il 7 giugno 1997 in occasione di una manifestazione a Oulu, di dare loro ufficialità chiamando la pattuglia Midnight Hawks (falchi di mezzanotte).

Nonostante ciò, il team continuò a volare esclusivamente nei cieli finlandesi, e per vederlo impegnato all'estero si dovrà attendere l'Air Power 2000 di Zeltweg, in Austria. Riscontrato un approccio positivo anche all'estero, i Midnight Hawks parteciparono anche al Royal International Air Tattoo di Fairford nel 2004.

## Programmi di volo e selezione dei piloti
Durante i 15 - 20 minuti di volo, i Midnight Hawks si trovano sempre rivolti verso il pubblico, caratterizzandosi con passaggi a formazione serrata come quella a diamante. Condizioni meteo permettendo, gli aerei al termine dello spettacolo atterrano simultaneamente in pista.
Tutti i piloti delle Midnight Hawks sono istruttori all'accademia aeronautica finlandese e, una volta selezionati, rimangono nella pattuglia un anno, anche se il loro compito principale resta in ogni caso l'addestramento delle reclute.

Mentre sono in carica, il capopattuglia e il comandante del Fighter Squadron 41, il reparto dell'aeronautica militare da dove provengono gli aerei, decidono chi dovrà succedere ai piloti l'anno seguente; i nomi, scelti tra chi ha superato difficili test, vengono quindi sottoposti al capo di Stato Maggiore dell'aeronautica, che può o meno approvarli. Lo stesso accade con i tecnici.

## Caratteristiche degli aerei

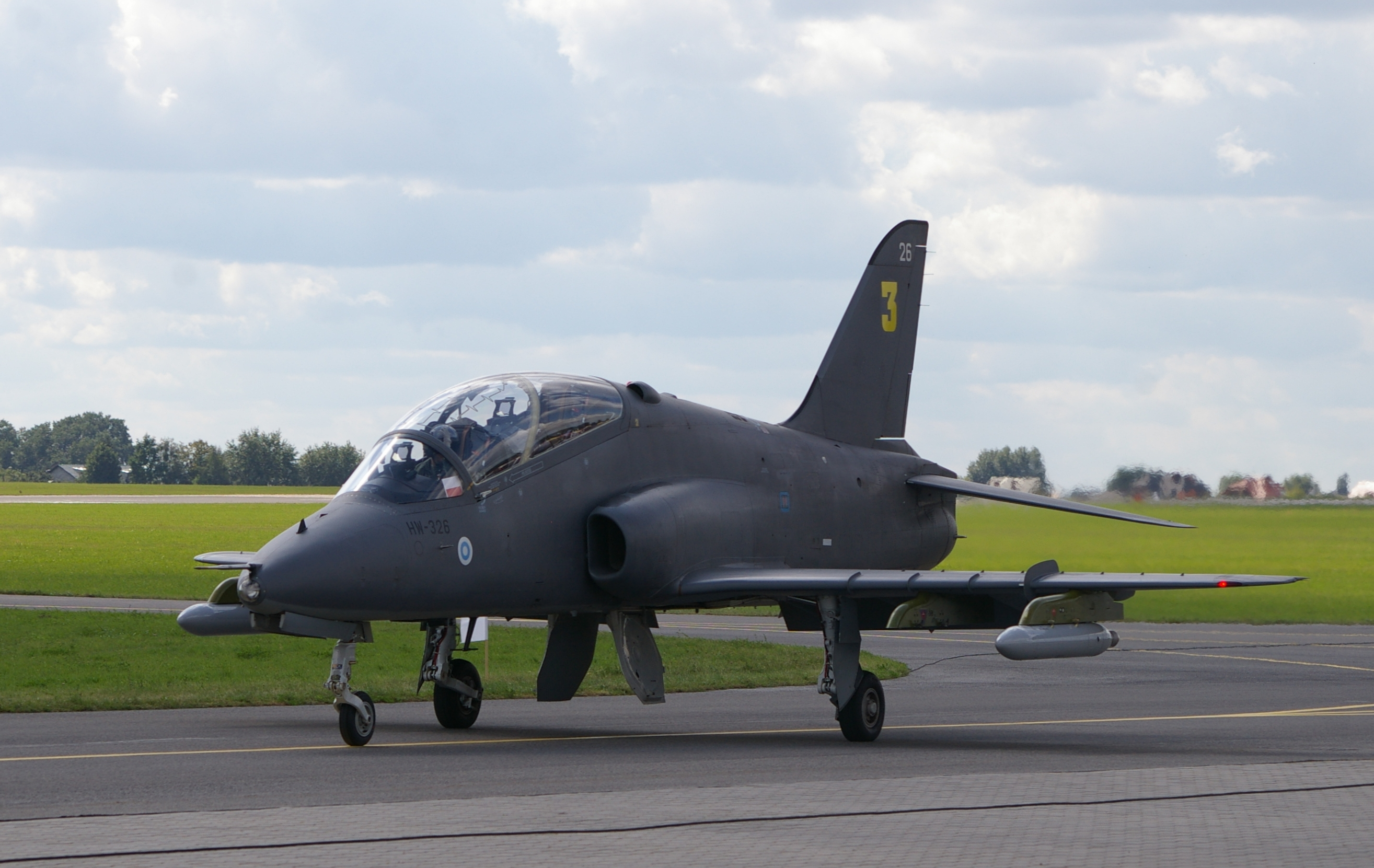
BAE Hawk delle Midnight Hawks fotografato nel 2009. Notare l'assenza di livree particolari, eccezion fatta per il numero identificativo giallo sul timone

Le Midnight Hawks non dispongono di aerei ad hoc per le esibizioni, come invece accade per le Frecce Tricolori o per la Patrouille de France, ma vengono presi tra quelli disponibili presso gli squadroni da caccia dell'aviazione militare. Di conseguenza, dovendo gli Hawk ritornare periodicamente al Fighter Squadron 41, l'unico cambiamento alla livrea è un piccolo numero individuale (40 cm di altezza) sul timone.